# Balaguier-sur-Rance
Balaguier-sur-Rance település Franciaországban, Aveyron megyében. Lakosainak száma 89 fő (2022. január 1.). Balaguier-sur-Rance Coupiac, Plaisance, Pousthomy, Saint-Sernin-sur-Rance, Curvalle és Miolles községekkel határos.

## Népesség
A település népessége az elmúlt években az alábbi módon változott:
| Lakosok száma | 172  | 127  | 100  | 93   | 102  | 92   | 92   | 91   | 88   | 89   |
|               | 1968 | 1982 | 1999 | 2006 | 2011 | 2015 | 2017 | 2018 | 2020 | 2022 |